# Jelle Cockx
Jelle Cockx is een personage uit de Vlaamse misdaadreeks Aspe. Het personage debuteerde bij de start van het achtste seizoen van de serie en wordt vertolkt door Hilde De Baerdemaeker.
Cockx komt niet voor in de gelijknamige boekenreeks.

## Verhaallijn
Jelle Cockx komt voor het eerst in beeld wanneer Van In een onderzoek voert naar de dood van een agent uit haar politieteam. Van In merkt dat Cockx zich niet gelukkig voelt op haar huidige werkplek en hij biedt haar de vrijgekomen plaats van Carine Neels aan. Zodoende wordt Cockx de nieuwe werkpartner van Tom Smeekens. Zowel Smeekens als inspecteur Robert De Maegd lijken een oogje te hebben op haar, maar al snel wordt duidelijk dat Cockx geen interesse in hen heeft, en dat ze werk en privé liever strikt gescheiden houdt.
Wanneer Smeekens ernstig gewond raakt bij een bomaanslag, blijft Cockx nachten lang aan zijn bed waken. Eens hij gerecupereerd is, gedraagt ze zich echter weer afstandelijk. Een tijdje later stelt ze aan haar collega's haar nieuwe vriend voor. Ze lijkt gelukkig met hem, maar na een korte vakantie blijkt hun relatie alweer te zijn stukgelopen. Smeekens is heimelijk blij met deze gang van zaken, ware het niet dat hijzelf intussen al een relatie heeft. Cockx begint intussen tekenen van jaloezie te vertonen, iets wat haar collega's niet ontgaat.
Aan het einde van seizoen 9 begeleidt Cockx een gevaarlijke crimineel naar de gevangenis. Wanneer ze het politiebureau verlaten, komt er plots een bestelwagen aangereden. Een gemaskerde man met een machinegeweer opent het vuur en Cockx wordt meermaals geraakt. Cockx overleeft de aanslag en belandt in het ziekenhuis, maar krijgt slecht nieuws. Haar nieren zijn kapot, en de dialyse slaat niet aan. Als ze niet snel een nieuwe nier krijgt sterft ze. Tom, die nog steeds verliefd is op Jelle, voelt zich geroepen, en ondergaat alle testen om een nier af te staan. Ze weigert dit in eerste instantie, maar gaat later toch akkoord, waarop ze elkaar kussen. Wanneer Tom een eind later klaarstaat om geopereerd te worden, wordt Jelle met spoed buitengebracht. Later krijgt het team het nieuws dat Jelle gestorven is, maar dat ze op het laatste moment zeker weten met haar gedachten zat bij iemand die ze heel erg graag zag. Tom is hier kapot van, en besluit na de begrafenis om te stoppen met zijn werk bij de LOD Brugge.

## Trivia
- Hilde De Baerdemaeker speelde eerder al een ander personage in Aspe: in de aflevering Teambuilding (seizoen 4) nam ze de rol van Nicky Dierckx voor haar rekening.